# Национально-культурная автономия мусульман тюрко-татар Внутренней России и Сибири
Национально-культурная автономия мусульман тюрко-татар Внутренней России и Сибири — форма экс-территориальной автономии татарского и башкирского народов на территории бывшей Российской империи.

## История
Февральская революция привела в том числе и возрастанию общественно-политической активности татарского народа. Началось широкое обсуждение путей развития татарской государственности. Предлагались различные формы как территориальной, так и культурно-национальной автономии татарского народа.
1-й Всероссийский мусульманский съезд в начале мая 1917 года в Москве принял резолюцию о территориальной автономии и федеративном устройстве. Активными сторонниками создания собственного государства в составе России были, в частности, Ильяс и Джангир Алкины, Галимжан Ибрагимов, Усман Токумбетов и некоторые другие, позже избранные 1-м Всероссийским мусульманским военным съездом во Всероссийский Мусульманский Военный Совет — Харби Шуро.
2-й Всероссийский мусульманский съезд в июле 1917 года в Казани собрал сторонников национально-культурной автономии. На совместном заседании этого съезда с 1-м Всероссийским мусульманским военным съездом и Всероссийским съездом мусульманского духовенства 22 июля 1917 года была провозглашена национально-культурная автономия мусульман Внутренней России и Сибири. Было создано Милли Идарэ (правительство национально-культурной автономии), возглавляемое Садри Максуди. В его составе было создано министерство по делам религии (Диния назараты). Кроме того, 27 июля на 3-м заседании 2-го Всероссийского мусульманского съезда по докладу Садри Максуди был учреждён координирующий орган Национальный Совет —Милли Меджлис, с местопребыванием в городе Уфе.
В Уфе с 20 ноября 1917 года по 11 января 1918 года прошло заседание Национального Совета, на котором был принят проект конституции Национально-культурной автономии мусульман тюрко-татар Внутренней России и Сибири и положения об управлении духовно-религиозными и культурно-национальными делами. Первоначально планировалось, что эти документы будут представлены Всероссийскому Учредительному собранию. На той же сессии было переизбрано Центральное Национальное управление в составе трёх ведомств (просвещения, по делам религии и финансов). Министерство по делам религии (Диния назараты) в декабре 1917 года возглавил Галимжан Галеев (Баруди), муфтий Центрального духовного управления мусульман Внутренней России и Сибири. Одновременно на той же сессии Милли Меджлиса сторонники федеративного устройства сумели добиться провозглашения Штата Идель-Урал.
Всё тюрко-татарское население Внутренней России и Сибири было разделено на национальные округа, в которых планировалось создать местные органы управления — городские и окружные меджлисы с исполнительными органами, ведающими духовно-религиозными и культурно-национальными (народное образование, общественное призрение и т. д.) делами под общим руководством Центрального Национального управления.
4 октября 1917 года в Томске начал работать I съезд мусульман Сибири, заявивший о присоединении к мусульманской культурно-национальной автономии, провозглашённой 2-м Всероссийским мусульманским съездом, решив при этом создать свой культурно-национальный центр. Для решения культурно-национальных, а также общественно-политических и социально-экономических вопросов мусульман Сибири был образован Центральный совет союза сибирских губернских мусульманских советов.
У идеи создания национально-культурной автономии тюрко-татар нашлись противники и среди башкирских националистов. Так, делегаты башкирского съезда в декабре 1917 года в года Оренбурге приняли решение образовать отдельное башкирское духовное правление. Против пантюркизма выступили и некоторые другие башкирские съезды. Так, 12 мая 1919 года уполномоченные от башкир Челябинского уезда Казимуратов и Курбангалиев обратились к Верховному правителю России с просьбой о принятии мер к невмешательству Национального управления мусульман тюрко-татар в дела башкир.
12 апреля 1918 г. было издано решение о роспуске Милли Идарэ, которое подписали нарком по делам национальностей РСФСР И. Сталин и глава Мусульманского комиссариата при Наркомнаце РСФСР М. Вахитов. В нем было особо отмечено сохранение Духовного Управления, но «с условием невмешательства в политические дела».
Однако уже вскоре органы автономии[какие?] возродились и действовали до конца Гражданской войны.